# Palva (i Velkua, Nådendal)
Palva är en ö i Finland.   Den ligger i kommunen Nådendal i den ekonomiska regionen  Åbo ekonomiska region  och landskapet Egentliga Finland, i den sydvästra delen av landet, 180 km väster om huvudstaden Helsingfors. 
Palva tillhörde den tidigare kommunen Velkua, numera hör den till staden Nådendal. Ön täcker ett område på 2,9 kvadratkilometer och har en permanent befolkning på 56. Det finns även 75 fritidshus på ön. Det finns ingen fast vägförbindelse till ön. År 2004 bodde cirka 40 personer på ön. Velkua skola och Velkua kyrka ligger på ön. Ön är ganska bergig, med sin högsta punkt på 46,2 meter. Ön har också en del jordbruk med kustängar, vilka en del fortfarande betas av nötkreatur..
Kommersiella tjänster och Kummeli servicecenter finns vid stranden av Teersalo på ön Livonsaari, till vilken det finns en anslutning från Palva. 
Transportlänkar
Det finns två färjerutter till Palva: från fastlandet från väg 1931 från Teersalo till Palva (1 km) och en annan rutt från Palva till Velkuanmaa (0,94 km). Båda färjorna har en lastkapacitet på 44 ton och kan ta cirka tio bilar åt gången. År 2003, av de 17 färjeförbindelser i sydvästra Finlands skärgård, är endast rutterna Teersalo - Palva och Palva - Velkuanmaa som inte är planerade att ersättas med en fast vägförbindelse. Palva betjänas också av den finska sjöfartsverkets anslutningsfartyg M / S Kivimo i Velkua-ruttområdet.

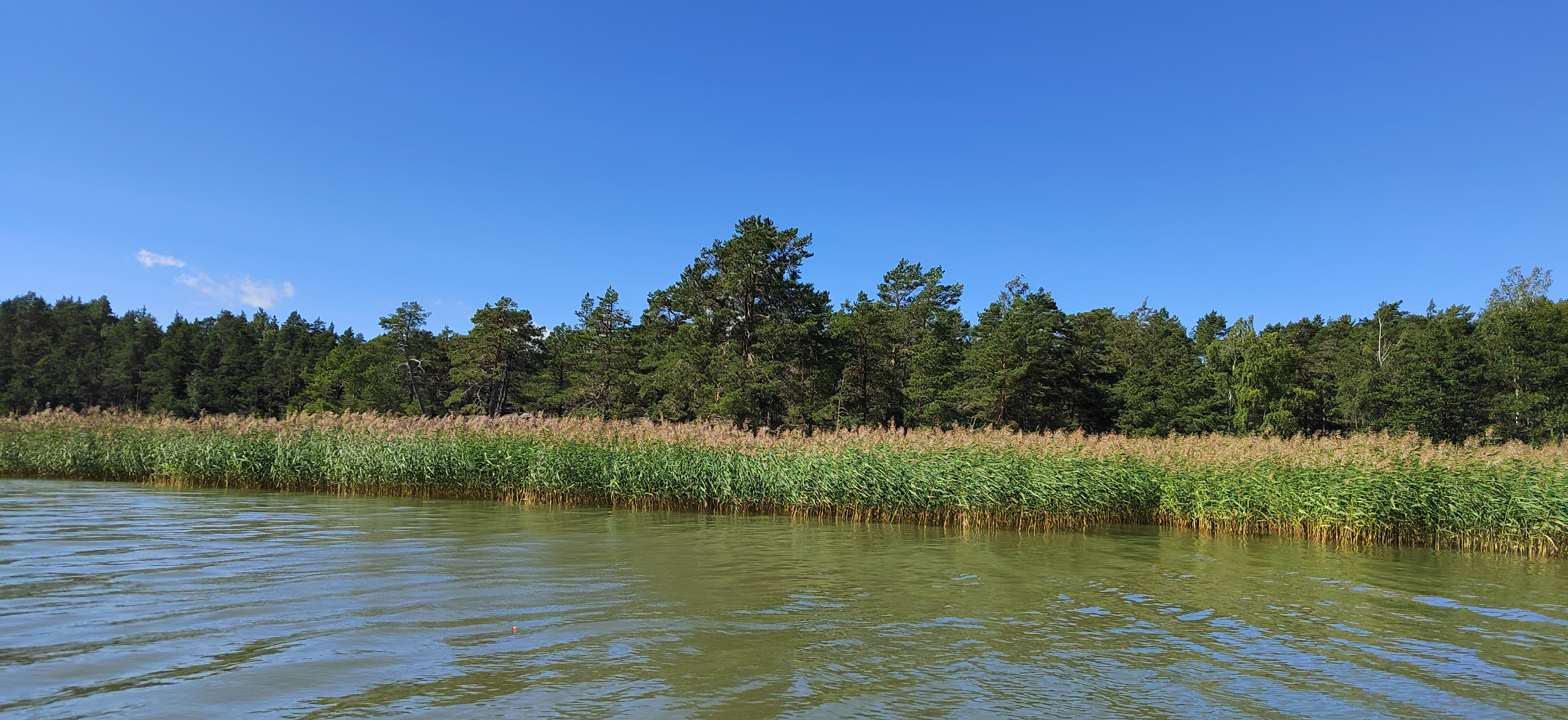
Kaislikko, Palva

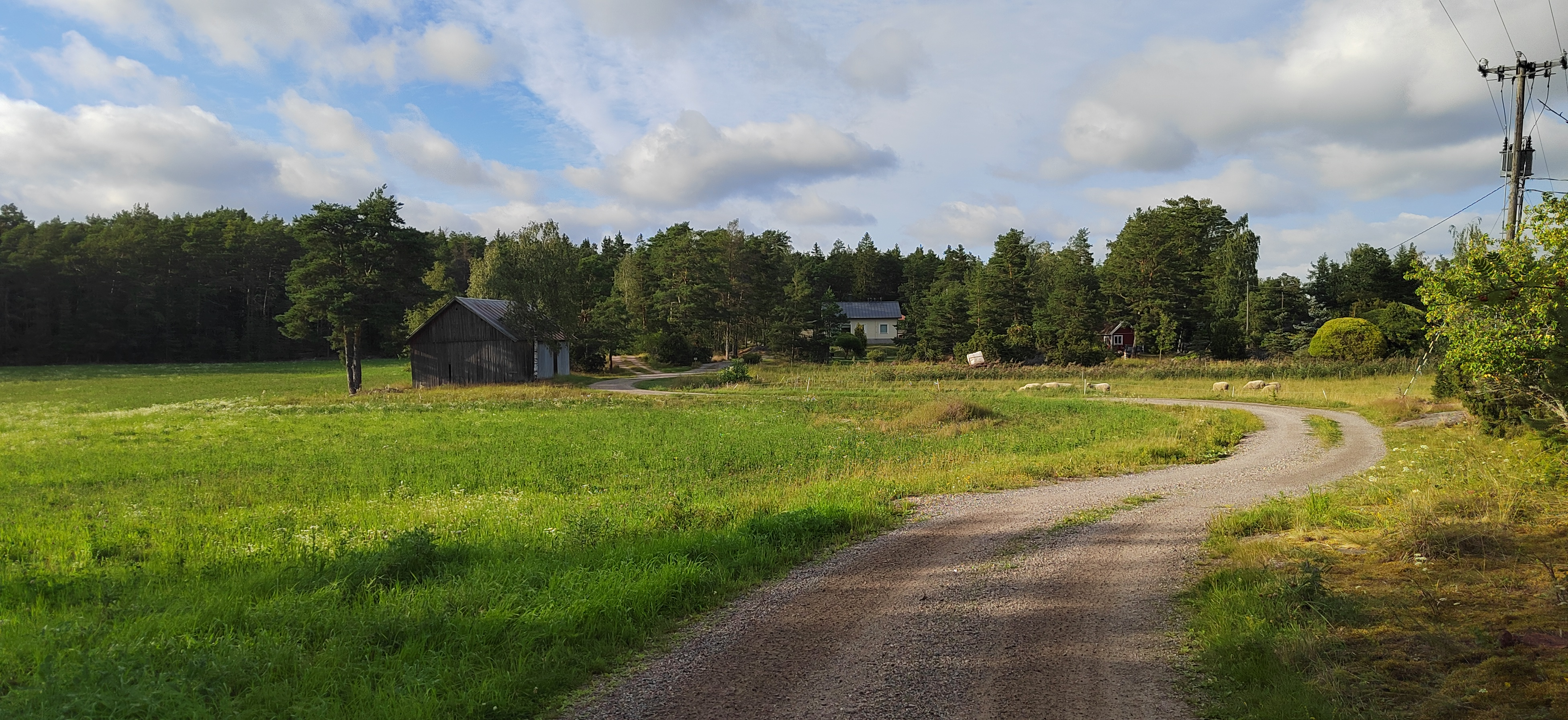
Laitumi Velkualla

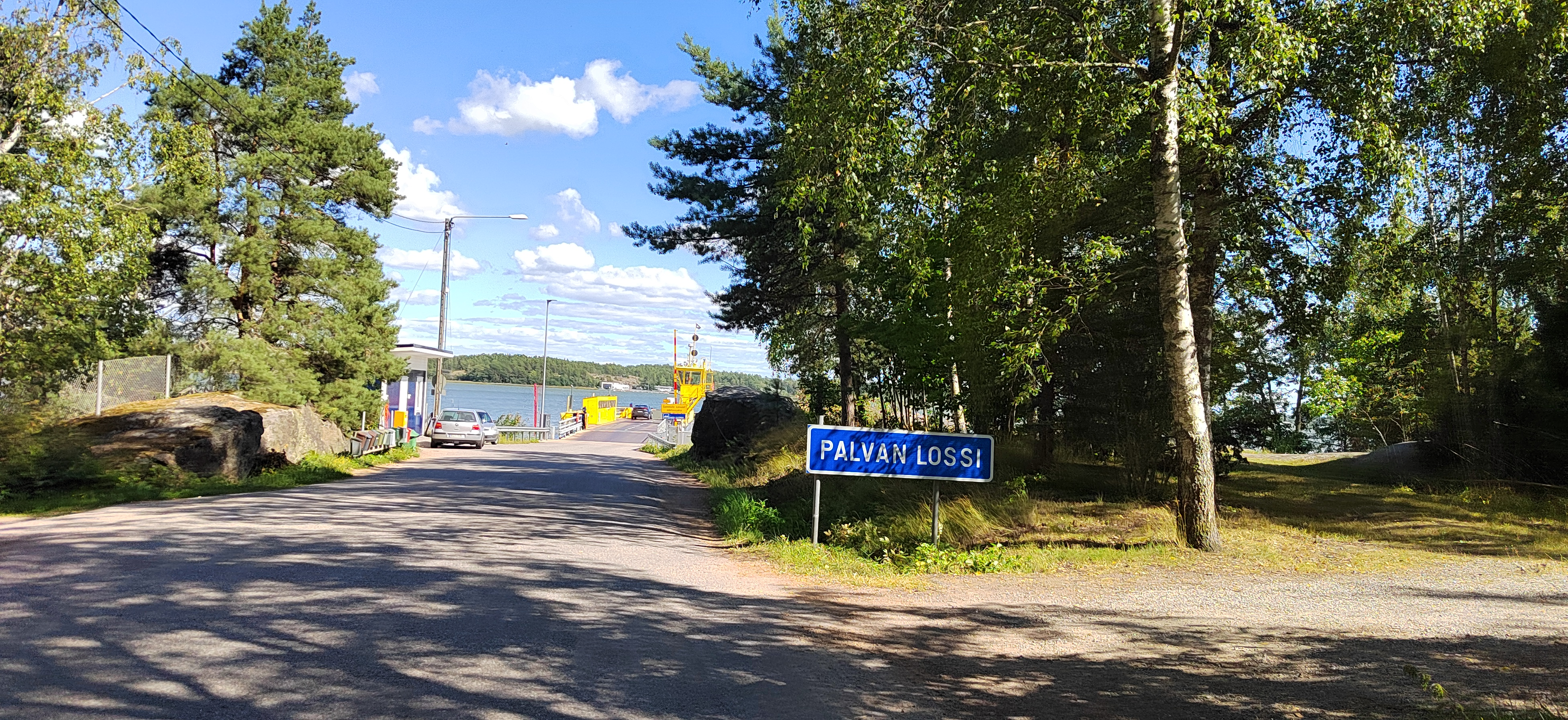
Palvan lossi

Följande samhällen finns på Palva:
- Velkua

I övrigt finns följande på Palva:
- Kuivasluoto (en ö)
- Kurjenluoto (en ö)
- Kuurluoto (en ö)
- Lailuoto (en ö)